# Loco Dice
Loco Dice, pseudonimo di Yassine Ben Achour (Tunisi, 10 agosto 1974), è un musicista e disc jockey tedesco. È uno dei nomi più apprezzati del genere techno e house.

## Carriera
Tunisino di nascita ma adottato da genitori tedeschi, il nome Loco Dice gli è stato attribuito dopo una scena divertente quando il dj salì sopra il tetto dello Space di Ibiza e lo staff della sicurezza gli intimò di scendere, urlandogli loco, che in spagnolo vuol dire pazzo. Loco Dice ha vissuto e vive a Düsseldorf. Inizia a collaborare con artisti come Snoop Dogg, Ice Cube, Jamiroquai ed Usher. Nel '94 escono le sue prime produzioni hip hop ma durante i suoi dj set si inizia a percepire un'apertura al sound house e techno.
Per la svolta nella musica elettronica bisogna però attendere ancora qualche anno, quando prende vita il sodalizio artistico con Timo Maas che lo inserisce nel roster artistico della sua personale etichetta Four:Twenty.
Da questo momento si assiste alla crescita professionale e si hanno i primi successi nel campo della musica house. Oggi Loco Dice è conteso dalle consolle più prestigiose del mondo, dal Cocoon di Francoforte al Crobar di New York, fino agli esaltanti dj tour in Asia e Australia.
Da poco si è trasferito a New York insieme a Martin Buttrich, e ha fondato la sua nuova etichetta discografica, Desolat.

## Album
- Minimal Explosion (2005)
- Time Warp 07 (2007)
- 7 Dunham Places(2008)
- Love letters (2018)

## Singoli ed EP
- 7 Dunham Place (4x12") Desolat (DMD Discomania), 2009
- Harissa (2x12") Cadenza Recordings, 2006
- Flight LB 7475 / El Gallo Negro' (12") Ovum Recordings, 2006
- Carthago (12") Cocoon Recordings, 2006
- Seeing Through Shadows (12") Minus, 2006
- City Lights (12") Superstar Recordings, 2004
- The Raz (12") JohnnyGlow Recordings, 2004
- The Bouncer (12") JohnnyGlow Recordings, 2004
- Jacuzzi Games, 2005 (Lead single from Minimal Explosion)
- Cellar Door, Four:Twenty Recordings, 2004

### I suoi remix
- Onur Ozer "Eclipse" (Loco Dice Remix) Vakant, 2008
- Timo Maas "Help Me" (Loco Dice Remix) Perfecto Records, 2002
- Mousse T. "Toscana" (Loco Dice Mix)